# Real Friends (groupe)
Pour les articles homonymes, voir Real Friends.
Real Friends est un groupe américain de pop punk, originaire du Tinley Park, dans l'Illinois.

## Histoire
Real Friends est formé en 2010 par Kyle Fasel et Dave Knox à Chicago. Les cinq premiers EP sortent en auto-distribution, mais Real Friends devient rapidement populaire dans le monde entier. Selon le groupe, la plateforme de blogs Tumblr joue un rôle important à cet égard. En 2013, l'EP Put Yourself Together est publié pour la première fois sous un label par Banquet Records. En décembre 2013, Real Friends signe avec Fearless Records, où leur premier album Maybe this Place Is The Same and We're Just Changing sort le 1er août 2014.
Real Friends joue en 2013 et 2014 sur le Vans Warped Tour. En 2016, leur deuxième album studio The Home Inside Your Head sort, et enfin Composure en 2018.
En février 2020, le groupe se sépare du chanteur Dan Lambton. En juin 2021, il est annoncé que Cody Muraro serait désormais le chanteur du groupe, et les deux chansons Storyteller et Nervous Wreck sont publiées.

## Discographie

### Albums studio
- 2014 : Maybe This Place Is the Same and We're Just Changing (Fearless Records)
- 2016 : The Home Inside Your Head (Fearless Records)
- 2018 : Composure (Fearless Records)
- 2021 : Torn in Two (Pure Noise Records)

### EP
- 2011: This Is Honesty
- 2011: Cheap Talk and Eager Lies
- 2012: Everyone That Dragged You Here
- 2012: Acoustic Songs
- 2012: Three Songs About the Past Year of My Life
- 2013: Put Yourself Back Together (Banquet Records)